# قلعة دراخنفلز (زيبنغبيرغه)
تقع أطلال قلعة دراخِنفِلْز أو قلعة صخرة التنين (بالألمانية: Burg Drachenfels) على قمة جبل دراخنفلز (صخرة التنين) الذي تحمل اسمه، ويبلغ ارتفاعه 321 مترًا فوق مستوى سطح البحر، وهو أحد جبال سلسلة الجبال السبعة (زيبنغبيرغه Siebengebirge) الواقعة على الجانب الأيمن لنهر الراين، جنوب شرق مدينة بون. بدأ بنائها عام 1138 رئيس أساقفة كولونيا أرنولد الأول، ثم اشتراها عميد دَير سانت كاسيوس-شتيفت في بون، غيرهارد فون أري واستكمل بنائها في عام 1149. ومن المرجح أن يكون قائد القلعة جودارت الأكثر شهرة في ذلك الوقت، قد اكتسب ثروته الكبيرة من خلال عوائد أحجار تراكيت صخرة التنين، والتي استخدمت بشكل واسع كأحجار بناء في منطقة أسفل نهر الراين، ومن أمثلة ذلك بناء كاتدرائية كولونيا، حيث أنها كانت أهم مادة استُخدمت في بناء الكاتدرائية.
في عام 1632، غزت القوات السويدية البروتستانتية دراخنفلز، غير أن القوات الإسبانية طردتها في العام التالي. دفع هذا أمير كولونيا، فرديناند، إلى هدم التحصينات الخارجية للقلعة في عام 1634 من أجل منع المزيد من القتال للسيطرة على القلعة. ومنذ ذلك التاريخ، لم يتم ترميم القلعة من الأضرار التي لحقت بها.
مع مرور الوقت، تزايدت محاجر التراكيت في صخرة التنين حتى وصلت إلى القمة. وعندما وصل الحال في العام 1807 إلى درجة التهديد بالتدمير الكامل للصخرة، تم حظر أنشطة قلع الأحجار منها، وفي عام 1836 تم شراء قمة الصخرة من قبل الحكومة البروسية.
في 18 أكتوبر 1819، ذهب طلاب بون إلى صخرة التنين للاحتفال بالذكرى السنوية لمعركة الأمم التي دارت أحداثها بالقرب من لايبزيغ، وكان من بين الطلاب هاينريش هاينه، الذي وصف تلك الرحلة في قصيدته الموسومة بـ «الليلة على دراخِنفِلز».

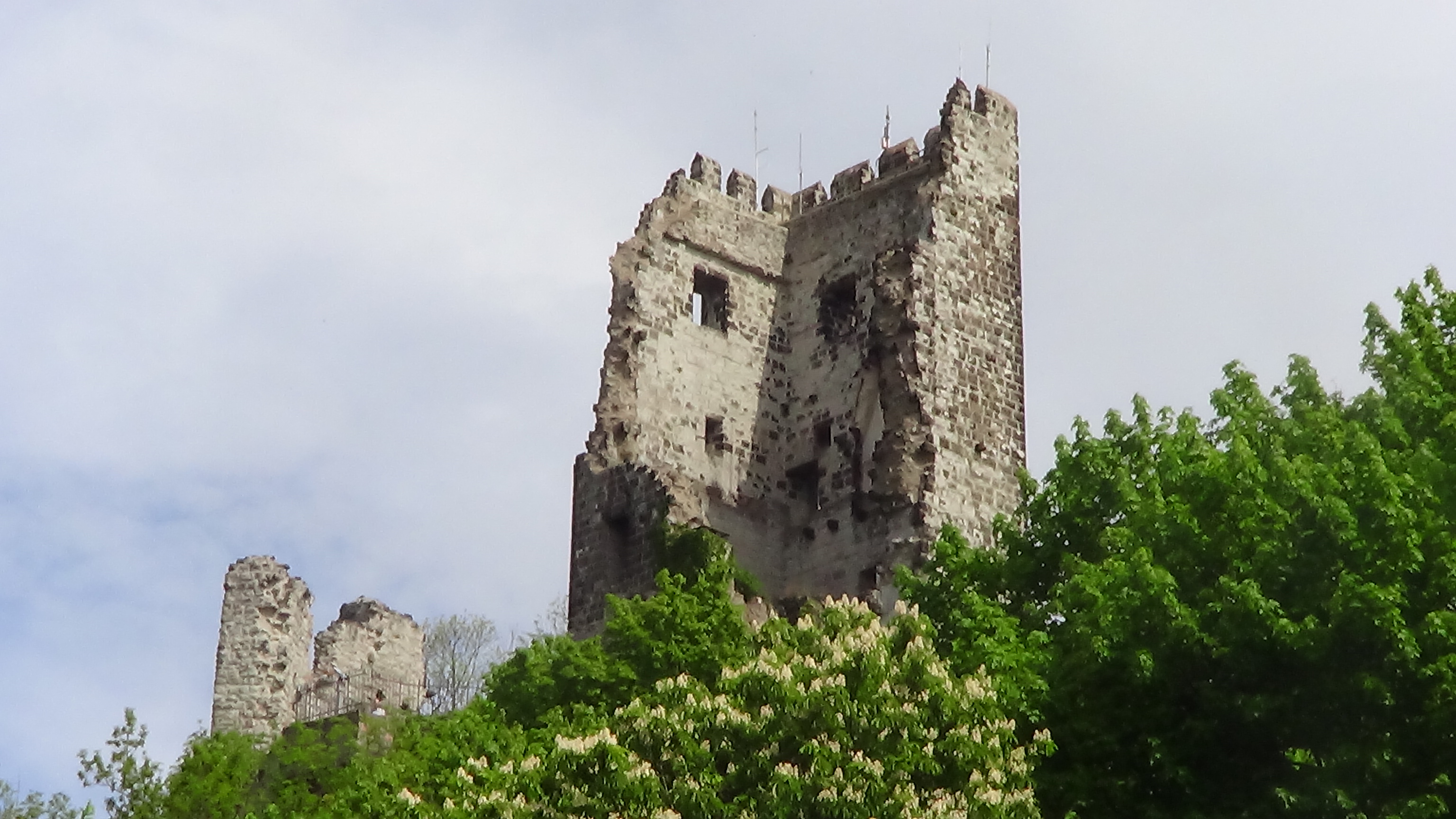
أطلال قلعة دراحنفلز

في العام 1967 حدثت انهيارات صخرية كبرى في قمة الصخرة، الأمر الذي دفع السلطات المحلية إلى تأمين القمة بدعائم فولاذية وتعزيزات خرسانية وكان ذلك بين عامي 1971 و 1973.

منظر طبيعي من قمة جبل دراخنفلز

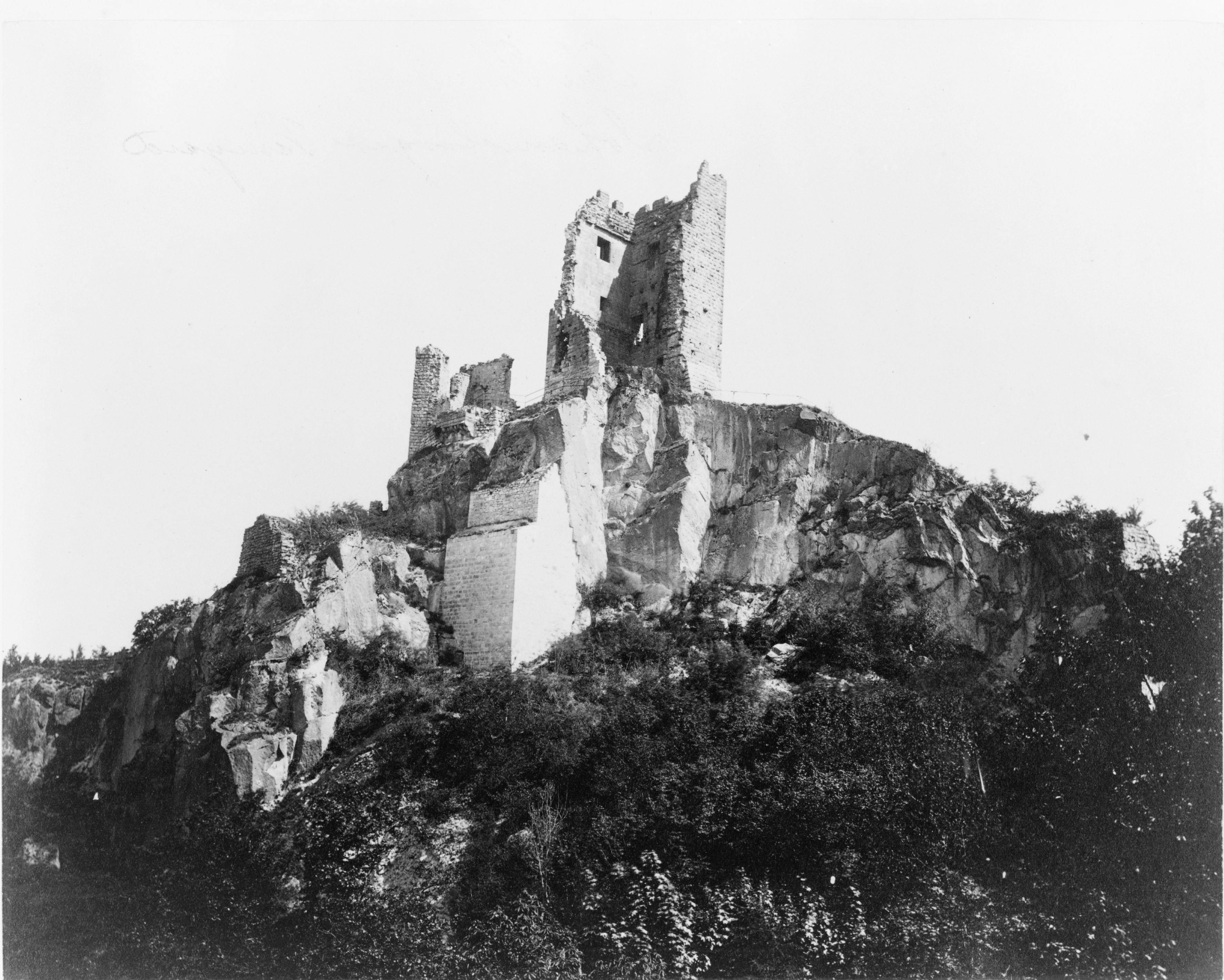
أطلال قلعة دراخنفلز عام 1860

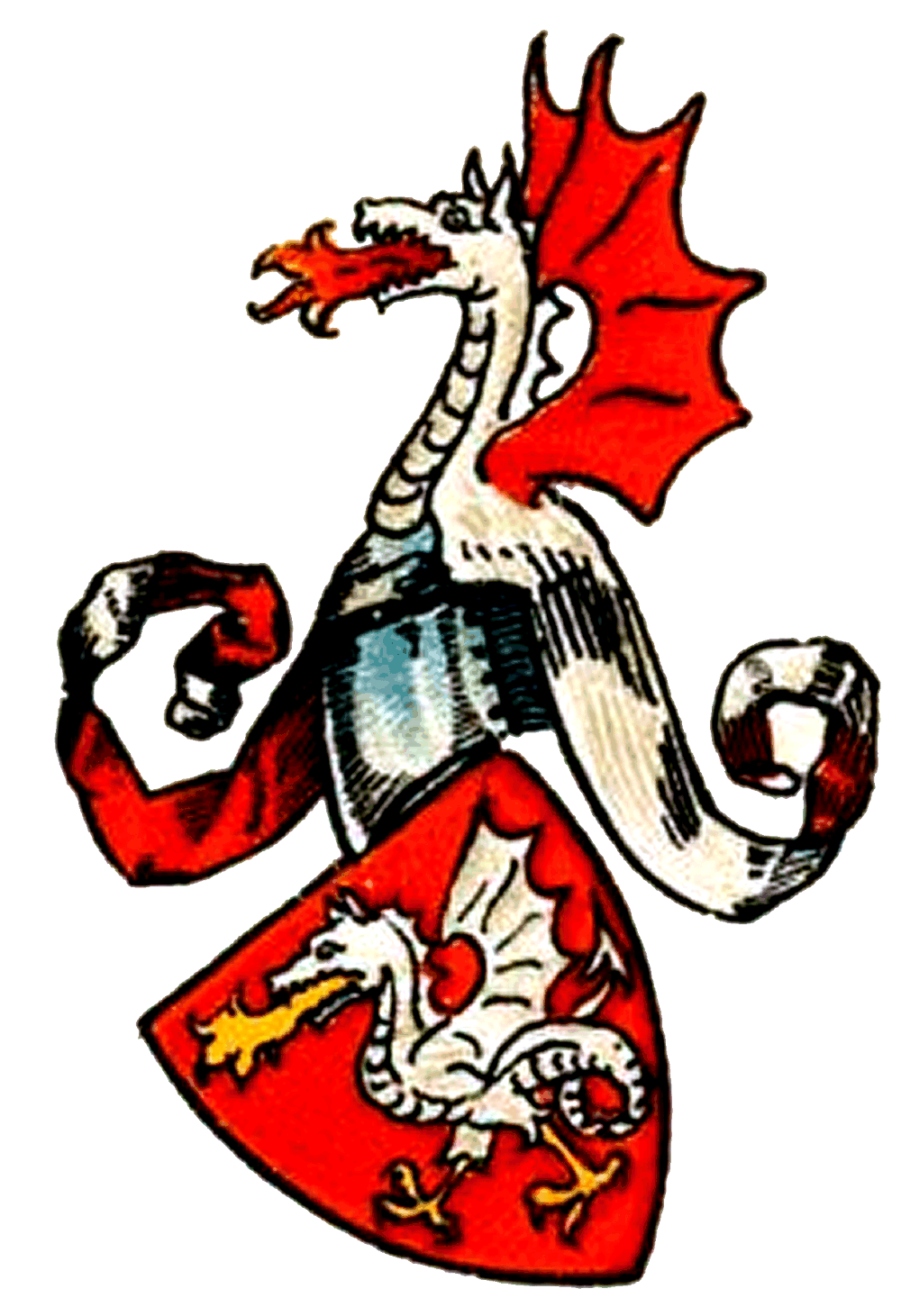
شعار دراخنفلز

## قادة القلعة
كانت مهمة إدارة قلعة دراخنفلز، مثلها مثل إدارة القلاع الأخرى، توكل لموظف ملكي ينوب عن الملك أو الامبراطور يسمى بورغ غراف أي حاكم أو قائد القلعة (بالألمانية: Burggraf)، وكانت تنتقل وظيفة قائد قلعة دراخنفلز من الأب للإبن تلقائيا. كان أول قائد للقلعة في العام 1176 جودارت فون فولكنبورغ، وهو نجل البورغ غراف رودولف فون فولكنبورغ، وكان يطلق على قادة القلعة لقب «فون دراخنفلز (von Drachenfels)»، وهو لقب العائلة التي توارثت حكم القلعة، ويعود أصل لقب هذه العائلة نسبة لاسم الجبل المقامة عليه القلعة وهو جبل دراخنفلز.
وكلمة von السابقة للقب كانت تمنح للنبلاء للتعظيم وتكتب قبل ألقابهم المنسوبة للمنطقة أو المكان الذي يعيشون فيه أو الذي قدموا منه إلى مكان آخر وهي تماثل بالعربية صاحب، كما نقول على سبيل المثال، فلان صاحب صنعاء أو فلان صاحب مكة أو فلان صاحب دمشق ... الخ.
وفيما يلي أسماء قادة القلعة، حيث كان يسمى قائد القلعة باسمه الأول فقط متبوعًا باللقب فون دراخنفلز (أي صاحب دراخنفلز).
- 1176 جودارت فون دراخنفلز
- 1225 هاينريش فون دراخنفلز
- 1258 جودارت فون دراخنفلز
- 1280 هاينريش فون دراخنفلز
- 1308 روتغر فون دراخنفلز
- 1331 هاينريش فون دراخنفلز
- 1388 جودارت فون دراخنفلز
- 1432 يوهان فون دراخنفلز
- 1455 جودارت فون دراخنفلز وأولبروك
- 1457 هاينريش فون دراخنفلز وأولبروك
- 1476 كلاوس فون دراخنفلز وأولبروك
- 1526 هاينريش فون دراخنفلز وأولبروك

ثم في عام 1530 تغير نظام انتقال قيادة القلعة من بعد هاينريش فون دراخنفلز.

## إنتقال ملكية القلعة
في عام 1550، ومن خلال أغنيس ابنة هاينريش فون دراخنفلز، استحوذ زوجها ديتريش سيد ميليندونك وميديريتش على القلعة. وبوفاة يوحنا الثاني فون ميليندونك، انتهى الخط الوراثي لتملك القلعة، وقام رئيس الأساقفة بمصادرة القلعة بصفتها إقطاعية. وفي عام 1623، سُلمت القلعة لابن أخ يوحنا الثاني، وهو المشير الإمبراطوري الكونت يوهان جاكوب فون باتنبورغ برونخورست، والذي توفي عام 1630.
ظلت القلعة حتى عام 1642 بدون مالك جديد لها. حينها تلقى البارون فرديناند فالدبوت فون باسنهايم تزو جودناو السيادة على دراخنفلز مقابل 11.000 ثالر. وظل توارث القلعة كإقطاعية على هذا الخط العائلي حتى انقرضت العائلة. في عام 1735 تم تسليم الإقطاعية إلى البارون يوهان جاكوب فالدبوت فون باسنهايم تسو بورنهايم. في عام 1777 باع ابن البارون يوهان جاكوب الإقطاعية إلى البارون كليمنس أغسطس. فورست-لومبيك تسو جودناو وإبنه باعا قمة جبل دراخنفلز لأخوان شيفر في كونيغسفينتر في عام 1813. في عام 1827، استحوذت شركة نقابة قاطعي الأحجار في كونيغسفينتر على القمة من إخوان شيفر. في هذه المرحلة كانت القلعة عبارة عن أطلال وهددتها عملية الشراء من قبل النقابة بنفس مصير قلعة فولكنبورغ. حينها لم يعد الرأي العام يقبل هذا الوضع دون انتقاد، الأمر الذي جعل من ولي عهد بروسيا أن ينصب نفسه مسؤولاً عن الحفاظ على الآثار، وفي 26 أبريل 1836، أصبحت الدولة هي المالكة النهائية لقمة دراخنفلز. والمالك اليوم لأطلال القلعة، هي ولاية شمال الراين - وستفاليا، بينما يتبع سفح الجبل الواقعة عليه القلعة جمعية حماية سلسلة زيبنغبيرغة الجبلية.